# 박상기 (외교관)
박상기(朴相起, 1952년 10월 6일 ~ )는 대한민국의 제21대 주제네바 대사이다. 현재 법무법인 화우 국제무역통상팀 고문이다.

## 생애
인천 출신으로 제물포고등학교를 졸업하였다. 이후 서울대학교 외교학과에 진학하여 학부를 나온 이후 동 대학원을 수료하였다. 제9회 외무고등고시 합격 후 1975년 외무부에서 공직 생활을 시작하였으며 주 상하이 총영사와 주 제네바 대사를 역임하였다. 37년 동안 외교부에 몸 담으면서 미국·중국·EU·ASEAN 등 대한민국의 주요교역 대상국들과의 각종 통상협상에 직접 참여하였고 UN, WTO, OECD, APEC 등 다자외교무대에서 다양한 경험을 쌓았다. 한미 Super 301조 협상, 통신협상, 자동차협상, 의약품, 유전자변형식품 협상, 항공회담, 전략물자 수출통제 협의 등에 참여하였으며, 한중마늘분쟁, 검역문제, 상하이 한국학교 부지협상 및 한-EU 초고속 정보망 구축 사업, 주세협상, 조선협상 등에도 참여하였다. 또한 WTO DDA 협상, OECD 내 각종 활동, APEC 대테러대책반 의장직 등을 수행하였다. 현재 법무법인 화우 국제무역통상팀 고문이다.

## 학력
- 1971: 제물포고등학교 졸업
- 1975: 서울대학교 문리과대학 외교학과 학사
- 1977: 서울대학교 대학원 국제정치학과 석사 수료
- 1988: 미국 뉴욕시티대학교 국제정치학 석사

### 비학위 수료
- 1996: 미국 하버드대학교 국제문제연구소 수료 (객원 연구원)

## 경력
- 1979-81: 주미국 대사관 3등서기관
- 1981-82: 주 세네갈 대사관 2등서기관
- 1983-85: 외무부 UN과 서기관
- 1986-88: 주뉴욕 총영사관 영사
- 1989-92: 외무부 북미통상과 과장
- 1992-95: 주 EC 대표부 참사관
- 1998-01: 주 OECD 대표부 공사
- 2001-03: 외교통상부 지역통상국장
- 2003-05: 주상하이 총영사
- 2005-06: 인천광역시 국제관계자문대사
- 2006: 외교통상부 대테러국제협력대사
- 2006-08: APEC 대테러대책반(CTTF) 의장
- 2010-12: 주제네바 대표부 대사
- 2013: 황조근정훈장 수훈
- 2016-현재: UN한국협회 부회장
- 2013: 법무법인 화우 고문
- 2024-현재: 2025년 APEC 정상회의 인천시 유치추진위원회 위원장